# Altertheim
Altertheim là một đô thị tại huyện Würzburg bang Bayern, Đức.